# Live: Legend 1999 & 1997 Apocalypse
Live: Legend 1999 & 1997 Apocalypse è un album-video del gruppo musicale giapponese Babymetal, pubblicato nel 2014.

## Tracce

### Legend "1999" Yuimetal & Moametal Birthday Celebration, 6/30/2013 at NHK Hall
1. Babymetal Death
2. Iine! (いいね！)
3. Kimi to Anime Ga Mitai – Answer for Animation With You (君とアニメが見たい 〜Answer for Animation With You)
4. Uki Uki ★ Midnight (ウ・キ・ウ・キ★ミッドナイト)
5. Chokotto Love (Big Time Changes ver.) (ちょこっとLOVE -BIG TIME CHANGES ver.-) (Petitmoni cover)
6. Love Machine (From Hell With Love ver.) (LOVE マシーン -FROM HELL WITH LOVE ver.-) (Morning Musume cover)
7. Onedari Daisakusen (おねだり大作戦)
8. No Rain, No Rainbow
9. Catch Me If You Can
10. Doki Doki ☆ Morning (ド・キ・ド・キ☆モーニング)
11. Megitsune (メギツネ)
12. Ijime, dame, zettai (イジメ、ダメ、ゼッタイ)
13. Akatsuki (紅月 -アカツキ-)
14. Headbangeeeeerrrrr!!!!! (ヘドバンギャー！！)

### Legend "1997" Su-metal Birthday Celebration, 12/21/2013 at Makuhari Messe Event Hall
1. Headbangeeeeerrrrr!!!!! (Night of 15 Mix) (ヘドバンギャー!! -Night of 15 mix-)
2. Doki Doki ☆ Morning (ド・キ・ド・キ☆モーニング)
3. Iine! (いいね！)
4. Tamashii no Refrain (魂のルフラン, "Soul's Refrain") (Yōko Takahashi cover)
5. Uki Uki ★ Midnight (ウ・キ・ウ・キ★ミッドナイト)
6. Gimme Chocolate!! (ギミチョコ！！)
7. Kimi to Anime Ga Mitai – Answer for Animation With You (君とアニメが見たい 〜Answer for Animation With You)
8. Megitsune (メギツネ)
9. Ijime, Dame, Zettai (イジメ、ダメ、ゼッタイ)
10. Onedari Daisakusen (おねだり大作戦)
11. Catch Me If You Can
12. Headbangeeeeerrrrr!!!!! (ヘドバンギャー！！)
13. Akatsuki (Unfinished ver.) (紅月 -アカツキ- (Unfinished ver.))
14. Babymetal Death